# Illes Tennent
Les Illes Tennent constitueixen un arxipèlag deshabitat de l'oceà Àrtic, dins de Kitikmeot, al territori de Nunavut, i que forma part de l'Arxipèlag Àrtic Canadenc. Les illes es troben a l'estret de Rae, entre les illes Clarence i les illes Beverly. Sumen una superfície de 308 km² i el punt més elevat és a 55 m sobre el nivell del mar.
Tant aquestes illes com la localitat de Port Emerson foren anomenats en record de James Emerson Tennent per part de l'explorador àrtic John Ross durant el seu segon viatge per la zona.